# José María Morelos, Quintana Roo
José María Morelos är en ort i Mexiko.   Den ligger i kommunen José María Morelos och delstaten Quintana Roo, i den östra delen av landet, 1 100 km öster om huvudstaden Mexico City. José María Morelos ligger 23 meter över havet och antalet invånare är 11 750.
Terrängen runt José María Morelos är platt. Runt José María Morelos är det mycket glesbefolkat, med 5 invånare per kvadratkilometer. José María Morelos är det största samhället i trakten. I omgivningarna runt José María Morelos växer i huvudsak städsegrön lövskog.